# Juan Arango
Juan Fernando Arango Sáenz (Maracay, 16 de mayo de 1980) es un exfutbolista venezolano que jugaba como extremo izquierdo o mediocampista ofensivo. Es considerado como uno de los mejores jugadores en la historia de su país, además de uno de los mejores cobradores de tiro libre de su época. Es padre del también futbolista Juan Arango Jr.
Fue internacional absoluto con la Selección de Venezuela, con la que debutó el 27 de enero de 1999 de la mano del director técnico José Omar Pastoriza ante el equipo de la Liga Danesa XI en un amistoso no oficial celebrado en la ciudad de Maracaibo. Su debut oficial fue ante Colombia en un partido amistoso disputado el 15 de marzo de 1999 en la ciudad de Caracas. Ha disputado 127 partidos y ha anotado 22 goles. Participó en las Copas América de 1999, 2001, 2004, 2007, 2011 y 2015, y las eliminatorias mundialistas de Corea-Japón 2002, Alemania 2006, Sudáfrica 2010 y Brasil 2014. En enero del 2016 se oficializó su llegada al Torneo local 19 años después de su última aparición, siendo contratado por el Zulia FC.

## Primeros años
Nació en Maracay, Venezuela el 16 de mayo de 1980, es el mayor de tres hermanos: Jonathan, que falleció en un accidente, y Jean Carlos, quienes crecieron en el barrio El Milagro, en Maracay. Sus padres de nacionalidad colombiana, emigraron a Venezuela en 1979. A los seis años empezaría a practicar fútbol en todas sus categorías (Infantil C, B y A) con el equipo del núcleo de la Universidad Central de Venezuela de Maracay. Arango estudió primaria y secundaria en dos escuelas públicas de Maracay, la Armando Zuluoga Blanco y la Rómulo Gallegos, en esta última conocería a su compañero de selección Renny Vega.

## Trayectoria
A los 14 años decidió dedicarse al fútbol integrando el equipo sub-20 de la Universidad Central de Venezuela, mientras que a los 16 años estuvo con el primer equipo.
En 1997 debuta como profesional a sus 17 años en el equipo de Nueva Cádiz Fútbol Club de Cumaná dirigido por Cesar Farías, perteneciente a la Segunda División de Venezuela. Con Nueva Cádiz se consolidó como el goleador del equipo al anotar 12 goles y consumo el ascenso del club a la Primera División para la siguiente temporada. No obstante, Arango abandonaría el Nueva Cádiz antes de que el club participara en Primera con el Zulianos Fútbol Club, y llegaría a las filas del Caracas Fútbol Club, equipo con el cual debutaría en la Primera División. Ese mismo año José Omar Pastoriza le llama a la selección. Con el Caracas Fútbol Club jugó solo por seis meses pues consiguió contrato con el Club de Fútbol Monterrey de la Primera División de México.

### Monterrey
A petición del técnico Benito Floro, llega al Club de Fútbol Monterrey en 2001, junto a Jesús Arellano y Antonio De Nigris. Debido a su destacada habilidad para asistir a sus compañeros, el director técnico Benito Floro lo asciende al primer equipo, convirtiéndose en el tercer mejor extranjero del torneo.
Arango formó parte de un cuadro ofensivo sumamente interesante, en el que su labor principal fue la de realizar pases a gol, sin embargo, no lograría ningún título con los albiazules y un año más tarde fue cedido al Pachuca Club de Fútbol.

### Pachuca y Puebla
Arango debutaría el 13 de marzo de 2002 en la Copa de Campeones de la CONCACAF 2002 en los octavos de final contra el Defence Force de Trinidad y Tobago con derrota de su equipo 1-0, saliendo de titular. Posteriormente el 27 de marzo de 2002 marcó su primer gol y su primer hat-trick en la Copa de Campeones de la CONCACAF 2002 contra el Defence Force con victoria de su equipo 4-0, disputando los 90 minutos marcando los goles en los minutos 32', 88' y 91' dándole la clasificación a los cuartos de final.
En total en la Copa de Campeones de la CONCACAF 2002 disputó 6 partidos (5 de titular), marcando 4 goles, jugando 438 minutos y recibiendo 1 tarjeta roja (doble amarilla), donde finalmente quedarían campeones.
Posteriormente tendría una breve pasantía en el Puebla Fútbol Club, donde disputó el Torneo Apertura 2003, jugando 17 partidos (11 de titular), marcando 2 goles, asistiendo 1 gol, jugando 1110 minutos. También disputaría el Torneo Clausura 2004 jugando 19 partidos todos de titular, marcando 6 goles (2 de penal), jugando 1656 minutos, recibiendo 4 tarjetas amarillas. Durante este lapso jugó como delantero o medio izquierdo. Finalmente, en junio del 2004 llega a Europa, donde con 24 años y dirigido una vez más por Benito Floro presta sus servicios de delantero al Real Club Deportivo Mallorca.

### RCD Mallorca
En el 2004 firma con el Real Club Deportivo Mallorca dirigido por Benito Floro, desde la temporada 2004/05, en esta primera campaña llevó el dorsal número "11". En dicha temporada marcó 6 goles para su equipo y en la 2005/06 (año en que adquirió el dorsal número "18") marcó 11 goles siendo el máximo goleador de su equipo, y marcó el segundo mejor gol de la temporada contra la Real Sociedad además de estar entre los candidatos al gol del siglo XXI.
No obstante en marzo de 2005 el Real Club Deportivo Mallorca recibía en casa al Sevilla Fútbol Club cuando a pocos minutos de finalizar el partido, el capitán del Sevilla Javi Navarro en un encontronazo le propina un fuerte codazo en la mandíbula dejándolo inconsciente y convulsionando, lo que ocasiona la salida del juego de Arango, quien fue llevado rápidamente a un hospital. Sufrió cortadura y desprendimiento parcial en el labio (40 puntos de sutura), parada cardiorespiratoria, fractura de pómulo y de hueso malar, y estuvo tres días con respiración mecánica en terapia intensiva. A las cuatro semanas del incidente volvería a las canchas. Su agresor, Navarro, fue sentenciado por la RFFE con suspensión por cinco juegos. 
El 11 de marzo de 2007 celebró su partido número 100 con el Mallorca ante la Real Sociedad con resultado de 1-3 a favor de Real Sociedad disputando los 90 minutos. El 14 de abril de 2007 celebró su partido 100 en liga ante el Barcelona con resultado de 1-0 a favor del Barcelona disputando 73 minutos.
El 2 de enero de 2008 marcó su primer gol en la Copa del Rey contra Osasuna de falta directa en el minuto 66' con resultado a favor de 4-0 disputando los 90 minutos. El 9 de marzo de 2008 marcó 3 goles su segundo 'hat-trick con el Mallorca en el triunfo por 7-1 al Recreativo Huelva, la mayor goleada que consigue en Primera División en el ONO Estadi, y se convirtió en el primer jugador del Mallorca que consigue dos tripletes el otro lo consiguió en la 2005/06 contra la Real Sociedad.
El 30 de marzo de 2008 estuvo en el encuentro contra el Valencia donde el Mallorca goleó 3-0 logrando históricamente su primera victoria en el Estadio de Mestalla disputando los 90 minutos. El 20 de abril de 2008 el Mallorca derrotó a domicilio 4-1 al Murcia, asegurando su permanencia en la Primera División. Arango que jugó todo el encuentro, firmó uno de los tantos mallorquines para llegar a 12 goles en la temporada y firmar un récord personal en la que fue su mejor torneo en España ya que en la temporada 2005/06 marcó 11 goles.
Terminó la temporada 2007/08 con 12 goles, 9 asistencias en 38 partidos, 33 de titular, jugando 3003 minutos; y siendo el segundo máximo goleador de la historia del Mallorca, solo superado por Samuel Eto'o, y el segundo máximo asistente del equipo. En la Copa del Rey de fútbol 2007-08 fue el goleador del Mallorca con 3 goles en 5 partidos llegando hasta los cuartos de final.
En la pretemporada 2008 es nombrado capitán del RCD Mallorca y participó en el Trofeo Ciutat de Palma con empate de 1-1 contra el PSV Eindhoven perdiendo en el punto de penal 4-5 disputando los 90 minutos. También participó en el Trofeo Magdalena con victoria de 3-1 contra el Club Deportivo Castellón disputando 45 minutos del segundo tiempo, dando una asistencia de gol quedando campeones, en la Mallorca Summer Cup quedaron campeones con un total de 11 puntos tras 2 victorias contra el Hannover 96 4-2 y contra el Newcastle 1-0 disputando los 2 partidos marcando 1 gol y en el Trofeo Costa Brava empataron 1-1 quedando campeones en el punto de penal 7-5 disputando 60 minutos.

### Borussia Mönchengladbach

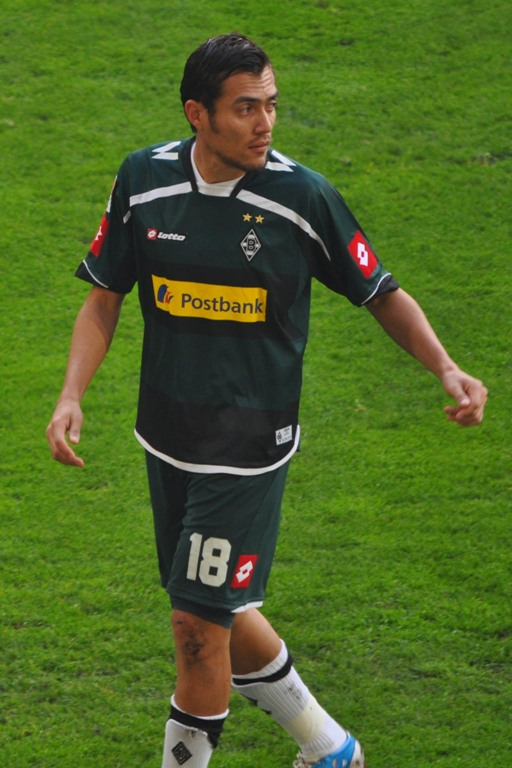
Arango con el Borussia Mönchengladbach en 2010.

Fue traspasado en verano del 2009 al Borussia Mönchengladbach de la Bundesliga por 3.6 millones de euros. En su primera temporada, preocupó a muchos la poca cantidad de goles que anotó al final de la misma, 3 goles en 36 encuentros. Sin embargo fue el líder en asistencias del club con 10, y nuevamente volvió a ponerse la banda de capitán. En la temporada 2010/11, consiguió 4 goles y 6 asistencias en 22 partidos.
En la temporada 2011/12, se convirtió en la pieza clave del equipo posicionando al Borussia Mönchengladbach en el cuarto lugar de la 1.Bundesliga con sus goles además de ser considerado el mejor jugador del equipo, clasificándolo así a la fase previa de la UEFA Champions League 2012/13, esto gracias a sus 17 asistencias, que lo colocaron en la primera posición de máximos asistentes de la temporada de la Bundesliga. Ese mismo año anotó 6 goles. También fue considerado en esas temporadas como el máximo cobrador de tiros libres en la Bundesliga.
Rainer Bonhof, miembro de la junta directiva del club, ha elogiado su intuición y genialidad, y lo pone a la altura de Günter Netzer. Arango amplió su contrato en febrero de 2012 por dos años más, hasta 2014. En su última temporada 2013/14, anota 7 goles y nuevamente conduce al Borussia Mönchengladbach al sexto lugar clasificándolo así a la fase previa de la UEFA Europa League 2014/15.

### Club Tijuana
En 2014, Arango se incorpora al Club Tijuana que había contratado a César Farías como su nuevo DT. Su primer gol llegaría en el partido contra el América (perdieron 2-1), fue de penal a los 19 minutos para adelantar en ese momento al Tijuana.

Hasta el día 11 de diciembre de 2015 acumulaba 12 goles en 49 partidos disputados. Anotando 11 goles por la liga y 1 gol por parte de la Copa MX. También cuenta con una tarjeta amarilla por la liga. Cambió camisetas con el Brasileño Ronaldinho en un partido correspondiente a la liga entre el Club Querétaro y el Tijuana.
En la Jornada 12 del Torneo Clausura 2015 de la Liga MX, en una polémica jugada en los minutos finales del partido de los Xolos contra el visitante Monterrey, Arango muerde en el hombro a mediocampista rayado J.E. Zavala. La comisión disciplinaria decide sancionarlo solo dos partidos.

### New York Cosmos
El 28 de enero de 2016 se hizo oficial su fichaje por el New York Cosmos de la North American Soccer League. El 3 de abril de 2016, Arango debutó con el New York Cosmos dirigido por el venezolano Giovanni Savarese, con una victoria ante Ottawa Fury Football Club por 3 goles a 0, con 2 goles de Arango.
Arango también con el Cosmos consiguió levantar la Liga y la copa haciendo un total de 22 goles en 30 partidos con la camisa del Cosmos
El 24 de julio de 2017 se anuncia el regreso de Juan Arango al New York Cosmos después de que saliera del equipo por los problemas económicos del mismo y aprovechando el término del contrato en su equipo anterior el Zulia FC.

### Zulia FC
El 29 de diciembre de 2016 se hizo oficial su fichaje por el Zulia FC de la Primera División de Venezuela, siendo su último equipo como futbolista profesional.

## Selección nacional

### Selección sub-20

#### Campeonato Sudamericano Sub-20
| Sudamericano Sub-20 | Sede      | Resultado    | PJ | Goles |
| ------------------- | --------- | ------------ | -- | ----- |
| Sudamericano 1999   | Argentina | Primera fase | 4  | 2     |

### Preolímpico Sudamericano Sub-23
| Preolímpico Sub-23 | Sede   | Resultado    | PJ | Goles |
| ------------------ | ------ | ------------ | -- | ----- |
| Preolímpico 2000   | Brasil | Primera fase | 4  | 1     |

### Selección absoluta

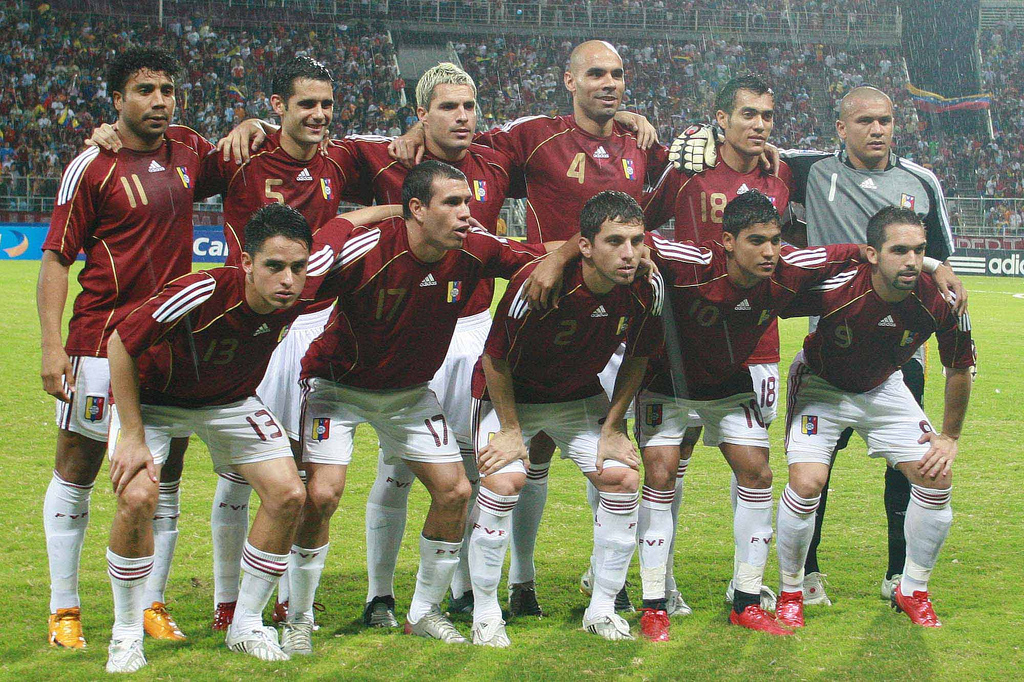
Arango con la selección de fútbol de Venezuela en 2008.

Juan Arango debutó como seleccionado nacional venezolano en un amistoso no oficial celebrado en Maracaibo ante la Liga Danesa XI con resultado de 1-1. Debutó en una eliminatoria mundialista contra Ecuador el 29 de marzo de 2000 disputado en el Estadio de Liga Deportiva Universitaria de Quito con resultado de 2-0 a favor de Ecuador, entrando en el segundo tiempo y disputando 35 minutos. Su primer gol en una eliminatoria fue contra Colombia el 24 de abril de 2001 disputado en el Polideportivo de Pueblo Nuevo de San Cristóbal con resultado de 2-2, disputando los 90 minutos y marcando el gol en el minuto 82'. Asimismo su primer gol en una Copa América fue en su decimoprimer partido en Copa contra Uruguay el 7 de julio de 2007 disputado en el estadio Polideportivo de Pueblo Nuevo de San Cristóbal con resultado de 1-4 a favor de Uruguay, disputando los 90 minutos y marcando el gol en el minuto 41' de tiro libre.
Durante el ciclo del seleccionador nacional César Farías, Arango fue nombrado como capitán de Venezuela.
Su gol número 20 ante Perú el 7 de septiembre de 2012, lo convirtió en el cuarto jugador que marca en cuatro eliminatorias diferentes. El récord lo comparte con José Luis Chilavert, Edison Méndez y Marcelo Salas. Además, esa misma noche igualó a Ruberth Morán como el jugador venezolano con más goles en una eliminatoria. Sin embargo, la paridad duraría muy poco, ya que el 16 de octubre de 2012 marcaría su gol 21 contra Ecuador, con un disparó de más de 35 metros, con lo que se convertiría en el máximo artillero venezolano en lo que a eliminatorias mundialistas se refiere, con 11 goles. Venezuela se quedó sin posibilidades de ir al mundial después de empatar 1 a 1 frente a Paraguay. Arango dijo que este sería su último proceso eliminatorio.
El 8 de septiembre de 2015 anunció su retirada del combinado nacional en una rueda de prensa convocada por él mismo, la cual se llevó a cabo tras finalizar un partido amistoso contra la selección de Panamá.

#### Goles internacionales
| Gol | Fecha                   | Sede                                         | Oponente          | Marcador | Resultado | Competencia                |
| --- | ----------------------- | -------------------------------------------- | ----------------- | -------- | --------- | -------------------------- |
| 1.  | 24 de abril de 2001     | Polideportivo de Pueblo Nuevo, San Cristóbal | Colombia          | 2 – 1    | 2 – 2     | Eliminatorias Mundial 2002 |
| 2.  | 4 de septiembre de 2001 | Estadio Nacional, Santiago                   | Chile             | 0 – 2    | 0 – 2     | Eliminatorias Mundial 2002 |
| 3.  | 30 de abril de 2003     | Polideportivo de Pueblo Nuevo, San Cristóbal | Trinidad y Tobago | 1 – 0    | 3 – 0     | Amistoso                   |
| 4.  | 30 de abril de 2003     | Polideportivo de Pueblo Nuevo, San Cristóbal | Trinidad y Tobago | 2 – 0    | 3 – 0     | Amistoso                   |
| 5.  | 7 de junio de 2003      | Lockhart Stadium, Fort Lauderdale            | Honduras          | 2 – 1    | 2 – 1     | Amistoso                   |
| 6.  | 15 de noviembre de 2003 | Estadio Metropolitano, Barranquilla          | Colombia          | 0 – 1    | 0 – 1     | Eliminatorias Mundial 2006 |
| 7.  | 18 de noviembre de 2003 | Estadio José E. Romero, Maracaibo            | Bolivia           | 2 – 1    | 2 – 1     | Eliminatorias Mundial 2006 |
| 8.  | 19 de febrero de 2004   | Estadio Olímpico de la UCV, Caracas          | Australia         | 1 – 1    | 1 – 1     | Amistoso                   |
| 9.  | 3 de marzo de 2004      | Estadio Centenario, Montevideo               | Uruguay           | 0 – 3    | 0 – 3     | Eliminatorias Mundial 2006 |
| 10. | 28 de abril de 2004     | Independence Park, Kingston                  | Jamaica           | 1 – 1    | 2 – 1     | Amistoso                   |
| #.  | 24 de mayo de 2004      | Estadio José E. Romero, Maracaibo            | Sudáfrica sub-23  | 2 – 1    | 2 – 1     | Amistoso (No oficial)      |
| 11. | 3 de septiembre de 2005 | Estadio José E. Romero, Maracaibo            | Perú              | 2 – 1    | 4 – 1     | Eliminatorias Mundial 2006 |
| 12. | 24 de marzo de 2007     | Estadio Metropolitano, Mérida                | Cuba              | 1 – 0    | 3 – 1     | Amistoso                   |
| #.  | 20 de junio de 2007     | Polideportivo de Pueblo Nuevo, San Cristóbal | Euskadi           | 2 – 4    | 3 – 4     | Amistoso (No oficial)      |
| #.  | 20 de junio de 2007     | Polideportivo de Pueblo Nuevo, San Cristóbal | Euskadi           | 3 – 4    | 3 – 4     | Amistoso (No oficial)      |
| 13. | 7 de julio de 2007      | Polideportivo de Pueblo Nuevo, San Cristóbal | Uruguay           | 1 – 1    | 1 – 4     | Copa América 2007          |
| 14. | 19 de junio de 2008     | Estadio José A. Anzoátegui, Puerto La Cruz   | Chile             | 2 – 2    | 2 – 3     | Eliminatorias Mundial 2010 |
| 15. | 15 de octubre de 2008   | Estadio José A. Anzoátegui, Puerto La Cruz   | Ecuador           | 3 – 1    | 3 – 1     | Eliminatorias Mundial 2010 |
| 16. | 31 de marzo de 2009     | Estadio Cachamay, Ciudad Guayana             | Colombia          | 2 – 0    | 2 – 0     | Eliminatorias Mundial 2010 |
| 17. | 13 de octubre de 2010   | Estadio Olímpico, Ciudad Juárez              | México            | 0 – 1    | 2 – 2     | Amistoso                   |
| 18. | 13 de octubre de 2010   | Estadio Olímpico, Ciudad Juárez              | México            | 1 – 2    | 2 – 2     | Amistoso                   |
| 19. | 23 de julio de 2011     | Estadio Ciudad de La Plata, La Plata         | Perú              | 2 – 1    | 4 – 1     | Copa América 2011          |
| 20. | 7 de septiembre de 2012 | Estadio Nacional del Perú, Lima              | Perú              | 1 – 0    | 1 – 2     | Eliminatorias Mundial 2014 |
| 21. | 16 de octubre de 2012   | Estadio José A. Anzoátegui, Puerto La Cruz   | Ecuador           | 1 – 0    | 1 – 1     | Eliminatorias Mundial 2014 |
| 22. | 7 de junio de 2013      | Estadio Hernando Siles, La Paz               | Bolivia           | 1 – 0    | 1 – 1     | Eliminatorias Mundial 2014 |

#### Participaciones en Copa América
| Copa América      | Sede      | Resultado        | PJ | Goles |
| ----------------- | --------- | ---------------- | -- | ----- |
| Copa América 1999 | Paraguay  | Primera fase     | 1  | 0     |
| Copa América 2001 | Colombia  | Primera fase     | 3  | 0     |
| Copa América 2004 | Perú      | Primera fase     | 3  | 0     |
| Copa América 2007 | Venezuela | Cuartos de final | 4  | 1     |
| Copa América 2011 | Argentina | Cuarto lugar     | 6  | 1     |
| Copa América 2015 | Chile     | Primera fase     | 3  | 0     |

#### Participaciones en eliminatorias mundialistas
| Eliminatorias                  | Resultado | PJ | Goles |
| ------------------------------ | --------- | -- | ----- |
| Eliminatorias Corea-Japón 2002 | 9° Lugar  | 10 | 2     |
| Eliminatorias Alemania 2006    | 8° Lugar  | 16 | 4     |
| Eliminatorias Sudáfrica 2010   | 8° Lugar  | 17 | 3     |
|                                |           |    |       |
| Eliminatoria Brasil 2014       | 6° Lugar  | 15 | 3     |
|                                |           |    |       |
| Eliminatoria Rusia 2018        | 10° Lugar |    |       |

## Estadísticas

### Clubes
| Nueva Cádiz FC · Venezuela |               |               |     |     |     |    |    |    |    |    |     |     |     |      |      |
| 2.ª | 1996-97       | 24            | 4   | 5   | —   | —  | —  | —  | —  | —  | 24  | 4   | 5   | 0,17 |      |
| 2.ª | 1997-98       | 25            | 11  | 9   | —   | —  | —  | —  | —  | —  | 25  | 11  | 9   | 0,44 |      |
| 1.ª | 1998-99       | 38            | 12  | 8   | —   | —  | —  | —  | —  | —  | 38  | 12  | 8   | 0,32 |      |
| Total club | Total club    | 87            | 27  | 22  | 0   | 0  | 0  | 0  | 0  | 0  | 87  | 27  | 22  | 0,31 |      |
| Zulianos FC · Venezuela |               |               |     |     |     |    |    |    |    |    |     |     |     |      |      |
| 1.ª | 1999          | 12            | 0   | 5   | —   | —  | —  | —  | —  | —  | 12  | 0   | 5   | 0,00 |      |
| Total club | Total club    | 12            | 0   | 5   | 0   | 0  | 0  | 0  | 0  | 0  | 12  | 0   | 5   | 0,00 |      |
| Caracas F. C. · Venezuela |               |               |     |     |     |    |    |    |    |    |     |     |     |      |      |
| 1.ª | 1999-00       | 19            | 5   | 4   | —   | —  | —  | 8  | 1  | 2  | 27  | 6   | 6   | 0,22 |      |
| Total club | Total club    | 19            | 5   | 4   | 0   | 0  | 0  | 8  | 1  | 2  | 27  | 6   | 6   | 0,22 |      |
| Monterrey · México |               |               |     |     |     |    |    |    |    |    |     |     |     |      |      |
| 1.ª | 2000-01       | 32            | 5   | 4   | —   | —  | —  | —  | —  | —  | 32  | 5   | 4   | 0,16 |      |
| 1.ª | 2001          | 13            | 1   | 1   | —   | —  | —  | —  | —  | —  | 13  | 1   | 1   | 0,08 |      |
| Total club | Total club    | 45            | 6   | 5   | 0   | 0  | 0  | 0  | 0  | 0  | 45  | 6   | 5   | 0,13 |      |
| Pachuca · México |               |               |     |     |     |    |    |    |    |    |     |     |     |      |      |
| 1.ª | 2002          | 15            | 5   | 2   | —   | —  | —  | 6  | 4  | 3  | 21  | 9   | 5   | 0,43 |      |
| 1.ª | 2002-03       | 37            | 11  | 6   | 4   | 2  | 2  | —  | —  | —  | 41  | 13  | 8   | 0,32 |      |
| Total club | Total club    | 52            | 16  | 8   | 4   | 2  | 2  | 6  | 4  | 3  | 62  | 22  | 13  | 0,35 |      |
| Puebla FC · México |               |               |     |     |     |    |    |    |    |    |     |     |     |      |      |
| 1.ª | 2003-04       | 36            | 8   | 5   | —   | —  | —  | —  | —  | —  | 36  | 8   | 5   | 0,22 |      |
| Total club | Total club    | 36            | 8   | 5   | 0   | 0  | 0  | 0  | 0  | 0  | 36  | 8   | 5   | 0,22 |      |
| R. C. D. Mallorca · España |               |               |     |     |     |    |    |    |    |    |     |     |     |      |      |
| 1.ª | 2004-05       | 34            | 6   | 3   | 1   | 0  | 0  | —  | —  | —  | 35  | 6   | 3   | 0,17 |      |
| 1.ª | 2005-06       | 37            | 11  | 4   | —   | —  | —  | —  | —  | —  | 37  | 11  | 4   | 0,30 |      |
| 1.ª | 2006-07       | 36            | 8   | 5   | 3   | 0  | 1  | —  | —  | —  | 39  | 8   | 6   | 0,23 |      |
| 1.ª | 2007-08       | 38            | 12  | 8   | 5   | 3  | 1  | —  | —  | —  | 43  | 15  | 9   | 0,35 |      |
| 1.ª | 2008-09       | 37            | 8   | 9   | 4   | 1  | 0  | —  | —  | —  | 41  | 9   | 9   | 0,22 |      |
| Total club | Total club    | 183           | 46  | 29  | 13  | 4  | 2  | 0  | 0  | 0  | 195 | 49  | 31  | 0,26 |      |
| Borussia Mönchengladbach · Alemania |               |               |     |     |     |    |    |    |    |    |     |     |     |      |      |
| 1.ª | 2009-10       | 34            | 2   | 8   | 2   | 1  | 1  | —  | —  | —  | 36  | 3   | 9   | 0,08 |      |
| 1.ª | 2010-11       | 25            | 4   | 7   | 4   | 0  | 0  | —  | —  | —  | 29  | 4   | 7   | 0,14 |      |
| 1.ª | 2011-12       | 34            | 6   | 12  | 4   | 1  | 2  | —  | —  | —  | 38  | 7   | 14  | 0,18 |      |
| 1.ª | 2012-13       | 31            | 5   | 8   | 2   | 1  | 1  | 8  | 3  | 3  | 41  | 9   | 12  | 0,22 |      |
| 1.ª | 2013-14       | 31            | 8   | 7   | —   | —  | —  | —  | —  | —  | 31  | 8   | 7   | 0,26 |      |
| Total club | Total club    | 155           | 25  | 42  | 12  | 3  | 4  | 8  | 3  | 3  | 175 | 31  | 49  | 0,18 |      |
| Tijuana · México |               |               |     |     |     |    |    |    |    |    |     |     |     |      |      |
| 1.ª | 2014-15       | 31            | 9   | 8   | 3   | 1  | 1  | —  | —  | —  | 34  | 10  | 9   | 0,29 |      |
| 1.ª | 2015          | 14            | 2   | 1   | 1   | 0  | 0  | —  | —  | —  | 15  | 2   | 1   | 0,13 |      |
| Total club | Total club    | 45            | 11  | 9   | 4   | 1  | 1  | 0  | 0  | 0  | 49  | 12  | 10  | 0,24 |      |
| New York Cosmos Estados Unidos |               |               |     |     |     |    |    |    |    |    |     |     |     |      |      |
| 2.ª | 2016          | 31            | 16  | 8   | 2   | 0  | 1  | —  | —  | —  | 33  | 16  | 9   | 0,49 |      |
| 2.ª | 2017          | 3             | 0   | 1   | —   | —  | —  | —  | —  | —  | 3   | 0   | 1   | 0,00 |      |
| Total club | Total club    | 34            | 16  | 9   | 2   | 0  | 1  | 0  | 0  | 0  | 36  | 16  | 10  | 0,44 |      |
| Zulia F. C. · Venezuela |               |               |     |     |     |    |    |    |    |    |     |     |     |      |      |
| 1.ª | 2017          | 15            | 2   | 6   | —   | —  | —  | 6  | 2  | 1  | 21  | 4   | 7   | 0,19 |      |
| Total club | Total club    | 15            | 2   | 6   | 0   | 0  | 0  | 6  | 2  | 1  | 21  | 4   | 7   | 0,19 |      |
| Total carrera | Total carrera | Total carrera | 682 | 161 | 144 | 35 | 10 | 10 | 28 | 10 | 9   | 745 | 181 | 163  | 0,24 |
| (1) Incluye datos de la Pre Pre Libertadores (2002); Copa del Rey (2004-09); Copa de Alemania / Play-Offs (2009-12); Copa México (2014-15); Lamar Hunt U.S. Open Cup (2016). (2) Incluye datos de la Copa Merconorte (1999); Concacaf Liga Campeones (2002); Liga de Campeones de la UEFA / Liga Europa de la UEFA (2012-13); Copa Libertadores (2017). (3) No incluye goles en partidos amistosos. |               |               |     |     |     |    |    |    |    |    |     |     |     |      |      |

### Selecciones
| Selección | Temporada     | Amistosos | Amistosos | Amistosos | Sudamérica(1) | Sudamérica(1) | Sudamérica(1) | Mundial | Mundial | Mundial | Total | Total | Total  | Media goleadora |
| Selección | Temporada     | Part.     | Goles     | Asist.    | Part.         | Goles         | Asist.        | Part.   | Goles   | Asist.  | Part. | Goles | Asist. | Media goleadora |
| --- | ------------- | --------- | --------- | --------- | ------------- | ------------- | ------------- | ------- | ------- | ------- | ----- | ----- | ------ | --------------- |
| Sub-17 · Venezuela | 1997          | —         | —         | —         | 8             | 3             | 3             | —       | —       | —       | 8     | 3     | 3      | 0,38            |
| Sub-17 · Venezuela | Total         | 0         | 0         | 0         | 8             | 3             | 3             | 0       | 0       | 0       | 8     | 3     | 3      | 0,38            |
| Sub-20 · Venezuela | 1999          | —         | —         | —         | 4             | 2             | 1             | —       | —       | —       | 4     | 2     | 1      | 0,50            |
| Sub-20 · Venezuela | Total         | 0         | 0         | 0         | 4             | 2             | 1             | 0       | 0       | 0       | 4     | 2     | 1      | 0,50            |
| Olímpica · Venezuela | 2000          | —         | —         | —         | 4             | 1             | 1             | —       | —       | —       | 4     | 1     | 1      | 0,25            |
| Olímpica · Venezuela | Total         | 0         | 0         | 0         | 4             | 1             | 1             | 0       | 0       | 0       | 4     | 1     | 1      | 0,25            |
| Adulta · Venezuela | 1999          | 7         | 0         | 0         | 1             | 0             | 1             | —       | —       | —       | 8     | 0     | 1      | 0,00            |
| Adulta · Venezuela | 2000          | 3         | 0         | 1         | 5             | 0             | 1             | —       | —       | —       | 8     | 0     | 2      | 0,00            |
| Adulta · Venezuela | 2001          | —         | —         | —         | 8             | 2             | 1             | —       | —       | —       | 8     | 2     | 1      | 0,25            |
| Adulta · Venezuela | 2002          | 2         | 0         | 0         | —             | —             | —             | —       | —       | —       | 2     | 0     | 0      | 0,00            |
| Adulta · Venezuela | 2003          | 6         | 3         | 1         | 4             | 2             | 0             | —       | —       | —       | 10    | 5     | 1      | 0,50            |
| Adulta · Venezuela | 2004          | 4         | 3         | 1         | 10            | 1             | 4             | —       | —       | —       | 14    | 4     | 5      | 0,29            |
| Adulta · Venezuela | 2005          | —         | —         | —         | 5             | 1             | 2             | —       | —       | —       | 5     | 1     | 2      | 0,20            |
| Adulta · Venezuela | 2006          | 5         | 0         | 1         | —             | —             | —             | —       | —       | —       | 5     | 0     | 1      | 0,00            |
| Adulta · Venezuela | 2007          | 6         | 3         | 1         | 8             | 1             | 1             | —       | —       | —       | 14    | 4     | 2      | 0,29            |
| Adulta · Venezuela | 2008          | 4         | 0         | 1         | 6             | 2             | 0             | —       | —       | —       | 10    | 2     | 1      | 0,20            |
| Adulta · Venezuela | 2009          | —         | —         | —         | 7             | 1             | 1             | —       | —       | —       | 7     | 1     | 1      | 0,14            |
| Adulta · Venezuela | 2010          | 4         | 2         | 1         | —             | —             | —             | —       | —       | —       | 4     | 2     | 1      | 0,50            |
| Adulta · Venezuela | 2011          | 3         | 0         | 1         | 6             | 1             | 1             | —       | —       | —       | 9     | 1     | 2      | 0,11            |
| Adulta · Venezuela | 2012          | 3         | 0         | 2         | 5             | 2             | 2             | —       | —       | —       | 8     | 2     | 4      | 0,25            |
| Adulta · Venezuela | 2013          | 2         | 0         | 0         | 7             | 1             | 1             | —       | —       | —       | 9     | 1     | 1      | 0,11            |
| Adulta · Venezuela | 2014          | 2         | 0         | 1         | —             | —             | —             | —       | —       | —       | 2     | 0     | 1      | 0,00            |
| Adulta · Venezuela | 2015          | 4         | 0         | 0         | 3             | 0             | 0             | —       | —       | —       | 7     | 0     | 0      | 0,00            |
| Adulta · Venezuela | Total         | 55        | 11        | 11        | 75            | 14            | 15            | 0       | 0       | 0       | 130   | 25    | 26     | 0,19            |
| Total carrera | Total carrera | 55        | 11        | 11        | 91            | 20            | 20            | 0       | 0       | 0       | 146   | 31    | 31     | 0,21            |
| (1) Incluye los partidos del Sudamericano Sub-17 / Juegos Bolivarianos (1997); Sudamericano Sub-20 (1999); Preolímpico Sub-23 (2000); Copa América / Clasificatorias Sudamericanas (1999-15). |               |           |           |           |               |               |               |         |         |         |       |       |        |                 |

### Resumen estadístico
| Competición           | Partidos | Goles | Promedio | Asistencias | Promedio | Goles y asistencias | Promedio |
| --------------------- | -------- | ----- | -------- | ----------- | -------- | ------------------- | -------- |
| Primera División      | 600      | 131   | 0,22     | 121         | 0,20     | 252                 | 0,42     |
| Segunda División      | 83       | 31    | 0,37     | 23          | 0,28     | 54                  | 0,65     |
| Copas nacionales      | 35       | 10    | 0,29     | 10          | 0,29     | 20                  | 0,57     |
| Copas internacionales | 28       | 10    | 0,36     | 9           | 0,32     | 19                  | 0,68     |
| Selección adulta      | 130      | 25    | 0,19     | 26          | 0,20     | 51                  | 0,39     |
| Selección olímpica    | 4        | 1     | 0,25     | 1           | 0,25     | 2                   | 0,50     |
| Selección sub-20      | 4        | 2     | 0,50     | 1           | 0,25     | 3                   | 0,75     |
| Selección Sub-17      | 8        | 3     | 0,38     | 3           | 0,38     | 6                   | 0,75     |
| Total                 | 892      | 213   | 0,24     | 194         | 0,22     | 407                 | 0,46     |

### Hat-tricks
| 1 | 27 de marzo de 2002      | Hidalgo, Pachuca de Soto     | Pachuca - Defence Force         |  | 4 - 0 | Copa de Campeones de la Concacaf 2002 |
| 2 | 17 de septiembre de 2005 | Iberostar, Palma de Mallorca | Mallorca - Real Sociedad        |  | 5 - 2 | Primera División de España 2005-06    |
| 3 | 9 de marzo de 2008       | Iberostar, Palma de Mallorca | Mallorca - Recreativo de Huelva |  | 7 - 1 | Primera División de España 2007-08    |

## Palmarés

### Campeonatos nacionales
| Título                        | Club            | País           | Año     |
| ----------------------------- | --------------- | -------------- | ------- |
| Segunda División de Venezuela | Nueva Cádiz FC  | Venezuela      | 1997-98 |
| North American Soccer League  | New York Cosmos | Estados Unidos | 2016    |

### Campeonatos internacionales
| Título                  | Club    | Sede             | Año  |
| ----------------------- | ------- | ---------------- | ---- |
| Concacaf Liga Campeones | Pachuca | Ciudad de México | 2002 |

### Distinciones individuales
| Distinción                                                                                              | Año       |
| --- | --------- |
| Máximo goleador de la Copa de Campeones de la Concacaf (4 goles)                                        | 2002      |
| Mejor gol de la Jornada 3º de la Liga Española a la Real Sociedad en su primer hat-trick en España      | 2005-2006 |
| Marcó el gol 800 del Mallorca en la Liga Española                                                       | 2005      |
| Trofeo EFE al 3.er mejor jugador latinoamericano en la Liga Española                                    | 2006      |
| Trofeo de la entidad de la Peña Mallorquinista Graderío por acumular más minutos en Liga (3200 minutos) | 2006      |
| Mejor gol de la Jornada 1º de la Liga Española al Recreativo                                            | 2006-2007 |
| Mejor Gol de la Jornada 26º de la Liga Española al Getafe                                               | 2007-2008 |
| Mejor gol de la Jornada 27º de la Liga Española al Recreativo                                           | 2007-2008 |
| Fue el mejor de la Jornada 27º de la Liga Española por el Trofeo EFE con 9 puntos                       | 2007-2008 |
| Premio LG al mejor jugador del partido de Copa América                                                  | 2011      |
| Mejor jugador venezolano en el exterior por Meridiano                                                   | 2011      |
| Mejor Once Europeo del Mes de febrero de 2012 ESM (European Sports Media)                               | 2012      |
| Mejor jugador latinoamericano de la Bundesliga 2011/12 (Goal.com)                                       | 2012      |
| Futbolista actualmente en activo más popular del mundo en el año 2012 (Sudamérica y Mundo) por IFFHS    | 2012      |
| Mejor cobrador de tiros libres de Europa por Worldsoccer                                                | 2013      |
| Incluido en el once ideal de la temporada 2012-13 de la Bundesliga                                      | 2013      |
| Premiado como el Jugador del Año del New York Cosmos                                                    | 2016      |
| Balón de Oro de la North American Soccer League                                                         | 2016      |